# 빅터 고이차이
빅터 고이차이(Victor Gojcaj, 1983년 3월 9일 ~ )는 미국의 배우이다. 디트로이트에서 태어났다.

## 영화
- 더 포저 (2014년) - 디미트리 역
- 언스토퍼블 (2010년)
- 펠햄 123 (2009년) - 배쉬킴 역
- 엠뷸런스 (2022년)